# Venkaiah Naidu
Pour les articles homonymes, voir Naidu.
Venkaiah Naidu (en télougou : వెంకయ్య నాయుడు ; en hindi : वेंकैया नायडू), né le 1er juillet 1949 à Chavatapalem, dans le district de Nellore, dans l'Andhra Pradesh, est un homme politique indien. Il est vice-président de l'Inde de 2017 à 2022.